# Arben Shemallari
Arben Shemallari (* 26. September 1987 in Wiesbaden, Deutschland), bekannt als Benni Shemallari, ist ein deutscher Profiboxer. Er ist seit dem 18. Juli 2020 Europameister der Universal Boxing Federation UBF und der GBU. Seit dem 21. November 2020 ist er auch Internationaler Deutscher Meister des BDB im Supermittelgewicht. Er spricht fließend Deutsch, Englisch und Albanisch. Shemallari lebt mit seiner Frau in Wiesbaden. Zusammen haben sie einen Sohn.

## Amateur und Profikarriere seit 1998
Mit 11 Jahren begann Shemallari zu boxen, bis zum Jahr 2004 als Amateur. Er wurde mit 31 Jahren im Jahr 2018 Profiboxer. 
Er absolvierte innerhalb von zwei Jahren zehn Kämpfe, von denen er acht durch K. o. und zwei nach Punkten gewann. Shemallari trägt den Titel Internationaler Deutscher Meister und Europameister nach den Richtlinien der UBF und GBU im Supermittelgewicht.
| Profikampf | Datum              | Gegner            | Veranstaltungsort     | Ergebnis                                     |
| ---------- | ------------------ | ----------------- | --------------------- | -------------------------------------------- |
| 1          | 08. Dezember 2018  | Ahmad Zaatout     | Wiesbaden             | Sieg in der ersten Runde durch K.O.          |
| 2          | 23. Dezember 2018  | Mario Obenauer    | Köln                  | Sieg in der zweiten Runde durch Aufgabe      |
| 3          | 06. Juli 2019      | Darko Knezevic    | Brita-Arena Wiesbaden | Sieg in der zweiten Runde durch Aufgabe      |
| 4          | 21. September 2019 | Adnan Hadzihajdic | Wörth am Rhein        | Sieg in der zweiten Runde durch K.O.         |
| 5          | 03. November 2019  | Edis Dzambas      | Wiesbaden             | Sieg in der zweiten Runde durch K.O.         |
| 6          | 04. Januar 2020    | Daniel Rashdan    | Offenbach             | Sieg in der dritten Runde durch T.K.O.       |
| 7          | 15. Februar 2020   | Samuil Dimitrov   | Wiesbaden             | Sieg in der 1. Runde durch Aufgabe           |
| 8          | 18. Juli 2020      | Istvan Zeller     | Wiesbaden             | Sieg nach 8 Runden, einstimmiger Punktsieger |
| 9          | 12. September 2020 | Aleksandar Kuvac  | Saarbrücken           | Sieg nach 4 Runden, einstimmiger Punktsieger |
| 10         | 21. November 2020  | Zdravko Zivkovic  | Gelsenkirchen         | Sieg in der vierten Runde durch T.K.O.       |